# Камерън Диас
Камерън Диас (на англ. Cameron Michelle Diaz) е американска актриса и бивш модел. Родена е на 30 август 1972 г. Става известна през 90-те години с ролите си във филмите „Маската“, „Сватбата на най-добрия ми приятел“ и „Ах, тази Мери“. Други популярни филми, в които участва, са „Ангелите на Чарли“, озвучаването на принцеса Фиона в поредицата „Шрек“, „Ваканцията“, „Зеленият стършел“ и „Палавата класна“. Диас получава номинации за Златен глобус за изпълненията си във филмите „Ах, тази Мери“, „Да бъдеш Джон Малкович“, „Ванила Скай“ и „Бандите на Ню Йорк“.  Диас се оттегля от актьорството през 2014 г.

## Биография

### Произход и образование
Камерън Диас е по-малката от двете дъщери на Луис Емилио Диас и Били Джоан. Родена е в Сан Диего, Калифорния. Семейството на баща ѝ е от кубински (испански) произход. Заселват се в Ybor City, по-късно се местят в Калифорния, където е роден Емилио. Майка ѝ има английско-немски произход. Другата дъщеря на семейство Диас, по-голяма сестра, е Химена (Chimene).
Камерън живее Лонг Бийч, Калифорния, и учи в Политехническа гимназия на Лонг Бийч. Диас учи в една и съща гимназия с Снууп Дог, от когото тя казва, че е „купувала марихуаната си“.

## Кариера

### Моден подиум
На 16-годишна възраст тя започва кариерата си като модел, сключва договор с модна агенция „Elite Model Management“. През следващите няколко години работи по целия свят – Япония, Мексико, Мароко, Франция, сключва договори с компании като Calvin Klein и Levi's. На 17 години тя се появява на корицата на юлския брой на списание Seventeen (1990).

### Кино
На 21-годишна възраст, Диас участва в прослушване за „Маската“ („The Mask“), получава препоръка на агент на Elite, който знае, че се търси актриса за главна женска роля, и се среща с продуцентите на филма. Тъй като няма предишен опит, тя започва да взема уроци по актьорско майсторство след кастинга. „Маската“ се превръща в един от първите десет най-касовите филми на 1994 г. За ролята си като салонната певица Тина Карлайл, Диас печели номинации за няколко награди и получава етикета „секс символ“.
Диас избягва големи роли през следващите три години и участва в независимите филми „Тайната вечеря“ („The Last Supper“ 1995), „Да почувстваш Минесота“ („Feeling Minnesota“ 1996), „Тя е жената!“ („She's the One“, 1996) и „Head Above Water“ (1996 г.). Планирано е да участва във филма „Mortal Kombat“, но трябва да се откаже, след като чупи ръката си по време на репетиции за ролята.
Диас се завръща на голяма сцена със „Сватбата на най-добрия ми приятел“ (My Best Friend's Wedding) и „Луд живот“ (A Life Less Ordinary), и двата през 1997. На следващата година тя участва в разбиващия хит „Ах, тази Мери“ („There's Something About Mary“, 1998), за който е номинирана за Златен глобус за най-добра актриса в мюзикъл или комедия. Тя получава признание от критиците за изпълнението си в „Да бъдеш Джон Малкович“ (Being John Malkovich, 1999), който печели номинация за награда на Британска академия за филмово и телевизионно изкуство (БАФТА) за най-добра актриса в поддържаща роля и номинация – Златен глобус за най-добра поддържаща актриса.
Между 1998 г. и 2000 г. Диас участва в много филми, като Things You Can Tell Just by Looking at Her, „Много лоши неща“ (Very Bad Things), „Всяка една неделя“ (Any Given Sunday), и в успешното адаптиране на „Ангелите на Чарли“ („Charlie's Angels“). През 2001 г., печели номинации за най-добра актриса в поддържаща роля на наградите Златен глобус, SAG Awards, the Critics' Choice, и на наградите на Американския филмов институт за филма „Ванила Скай“ (Vanilla Sky). Същата година (2001), Камерън озвучава принцеса Фиона в анимационния филм „Шрек“, за което получава 10 милиона долара.
През 2003 г. Диас получава друга номинация за  Златен глобус за епичния филм на Мартин Скорсезе „Бандите на Ню Йорк“ („Gangs of New York“) и става третата актриса (след Джулия Робъртс), която печели $ 20 милиона за роля, сумата за „Ангелите на Чарли: Газ до дупка“ („Charlie's Angels: Full Throttle“), за който получава номинация – Златна малинка за най-лоша актриса. Следват филмите „Нищо общо“ („In Her Shoes“, 2005) и „Ваканцията“ („The Holiday“, 2006). Диас съобщава, че печели $ 50 милиона за една година – до юни 2008 г., за ролите в „Да си остане във Вегас“ („What Happens in Vegas“) с Аштън Къчър, и „Шрек Трети“ („Shrek the Third“).
През 2009 г. участва в „Споделен живот“ („My Sister's Keeper“) и „Кутията“ („The Box“). На следващата година списание „Forbes“ класира Камерън Диас под номер 60 в класация за „100-те най-богатати испански женски знаменитости“. Същата година Диас озвучава принцеса Фиона за филма „Шрек завинаги“ („Shrek Forever After“) и се събира с партньора си от „Ванила Скай“ Том Круз във филма „Истинска измама“ („Knight and Day“). През 2011 г. играе Ленор Кейс, журналист в римейк на филма от 1940 „Зеленият стършел“ („The Green Hornet“), и участва в главната роля в хитовата комедия „Палавата класна“ („Bad Teacher“).
Диас играе г-ца Ханиган в римейка на „Ани“ през 2014 г. В интервю за Си Ен Ен през 2018 г., Диас споделя, че се е оттеглила от актьорството преди 4 години.

## Личен живот
Диас получава значително обезщетение за клевета от „American Media Incorporated“, след като National Enquirer твърди, че тя изневерява на Джъстин Тимбърлейк. Тя публично подкрепя политика Ал Гор през 2000 г., като носи тениска с надпис „Аз няма да гласувам за сина на Буш!“ по време на визита за „Ангелите на Чарли“. Диас участва в най-голямата американска организация с нестопанска цел на ветераните от войните в Ирак и Афганистан (IAVA), също така тя е и говорител и застъпник на семействата на военните.
На 15 април 2008 г. бащата на Камерън, Емилио Диас, умира на 58-годишна възраст от пневмония.
През януари 2015 г. Диас се омъжва за музиканта Бенджи Мадън (Benji Madden) в дома си в Бевърли Хилс, с еврейска церемония. На 3 януари е обявено, че е родила дъщеря им, която са кръстили Радикс.

### Романтични връзки
1. 1990 – 1994 Карлос де ла Торе
2. 1995 – 1998 Мат Дилън
3. 1998 – 2002 сгодена за Джаред Лето
4. 2003 – 2007 Джъстин Тимбърлейк
5. 2008 – 2009 Пол Скълфор
6. 2010 – 2011 Алекс Родригес
7. 2014 – Бенджи Мадън

## Филмография
| година | филм                              | оригинално заглавие                               | роля                  | бележки |
| ------ | --------------------------------- | ------------------------------------------------- | --------------------- | --- |
| 1994   | Маската                           | The Mask                                          | Тина Карлайл          | |
| 1995   | Тайната вечеря                    | The Last Supper                                   | Джуд                  | |
| 1996   | Тя е жената!                      | She's the One                                     | Хедър                 | |
| 1996   | Да почувстваш Минесота            | Feeling Minnesota                                 | Фреди Клейтън         | |
| 1996   | Глава над водата                  | Head Above Water                                  | Натали                | |
| 1996   |                                   | Keys to Tulsa                                     | Труди                 | |
| 1997   | Сватбата на най-добрия ми приятел | My Best Friend's Wedding                          | Кимбърли Уолъс        | - номинация – Сателит за най-добра актриса в поддържаща роля в мюзикъл или комедия. |
| 1997   | Луд живот                         | A Life Less Ordinary                              | Селин Невил           | |
| 1998   | Страх и омраза в Лас Вегас        | Fear and Loathing in Las Vegas                    |                       | |
| 1998   | Ах, тази Мери                     | There's Something About Mary                      | Мери Дженсън          | - номинация – Златен глобус за най-добра актриса в мюзикъл или комедия. |
| 1998   | Много лоши неща                   | Very Bad Things                                   | Лора Гарети           | |
| 1999   | Да бъдеш Джон Малкович            | Being John Malkovich                              | Лоти Шварц            | - номинация – Награда на БАФТА за най-добра актриса в поддържаща роля. - номинация – Златен глобус за най-добра поддържаща актриса. - номинация – Сателит за най-добра актриса в поддържаща роля в мюзикъл или комедия. |
| 1999   |                                   | Things You Can Tell Just by Looking at Her        | Карол Фейбър          | |
| 1999   | Невидимият цирк                   | The Invisible Circus                              | Фейт                  | |
| 1999   | Всяка една неделя                 | Any Given Sunday                                  | Кристина Панячи       | |
| 2000   | Ангелите на Чарли                 | Charlie's Angels                                  | Натали Кук            | - номинация – Сателит за най-добра актриса в мюзикъл или комедия. - номинация – Сатурн за най-добра актриса в поддържаща роля.                                                                                          |
| 2001   | Шрек                              | Shrek                                             | принцеса Фиона (глас) | анимационен филм |
| 2001   | Ванила Скай                       | Vanilla Sky                                       | Джули Джиани          | - номинация – Златен глобус за най-добра поддържаща актриса. - номинация – Сатурн за най-добра актриса в поддържаща роля.                                                                                               |
| 2002   | Най-сладкото нещо                 | The Sweetest Thing                                | Кристина Уолтърс      | |
| 2002   | Бандите на Ню Йорк                | Gangs of New York                                 | Джени Евърдийн        | - номинация – Златен глобус за най-добра поддържаща актриса. |
| 2003   | Ангелите на Чарли: Газ до дупка   | Charlie's Angels: Full Throttle                   | Натали Кук            | - номинация – Златна малинка за най-лоша актриса. |
| 2004   | Шрек 2                            | Shrek 2                                           | принцеса Фиона (глас) | анимационен филм |
| 2005   | Нищо общо                         | In Her Shoes                                      | Маги Фелър            | |
| 2006   | Ваканцията                        | The Holiday                                       | Аманда Удс            | |
| 2007   | Шрек Трети                        | Shrek the Third                                   | принцеса Фиона (глас) | анимационен филм |
| 2008   | Да си остане във Вегас            | What Happens in Vegas                             | Джой Макнали          | |
| 2009   | Споделен живот                    | My Sister's Keeper                                | Сара Фицджералд       | |
| 2009   | Кутията                           | The Box                                           | Норма Луис            | |
| 2010   | Шрек завинаги                     | Shrek Forever After                               | принцеса Фиона (глас) | анимационен филм |
| 2010   | Истинска измама                   | Knight and Day                                    | Джун Хейвънс          | |
| 2011   | Зеленият стършел                  | The Green Hornet                                  | Ленор Кейс            | |
| 2011   | Палавата класна                   | Bad Teacher                                       | Елизабет Хелзи        | |
| 2012   | Очаквай неочакваното              | What to Expect When You're Expecting              | Джулс                 | |
| 2012   |                                   | A Liar's Autobiography: The Untrue Story of Monty | Зигмунд Фройд (глас)  | анимационен филм |
| 2012   | Гамбит                            | Gambit                                            | Пи Джей Пузновски     | |
| 2013   | Съветникът                        | The Counselor                                     | Малкина               | |
| 2014   | Отмъщение по женски               | The Other Woman                                   | Карли Уитън           | |
| 2014   | Секс запис                        | Sex Tape                                          | Ани                   | |
| 2014   | Ани                               | Annie                                             | Колийн Ханиган        | |